# Massimo Faraò
 (avril 2022).
Si vous disposez d'ouvrages ou d'articles de référence ou si vous connaissez des sites web de qualité traitant du thème abordé ici, merci de compléter l'article en donnant les références utiles à sa vérifiabilité et en les liant à la section « Notes et références ».
Massimo Faraò (né le 16 mars 1965 à Gênes) est un pianiste de jazz italien.

## Biographie
Massimo Faraò a étudié avec Flavio Crivelli et travaillé avec des formations locales.
En 1983, il se rend pour la première fois aux États-Unis, où il joue avec Red Holloway et Albert 'Tootie' Heath.
Dans les années 1990, il travaille entre autres avec Tony Scott, Adrian Mears, Johannes Enders, Jesse Davis et Franco Ambrosetti, dont il a contribué aux albums Enja Grazie Italia et Light Breeze.
Il a également joué dans le Nat Adderley Quintet lors d'une tournée européenne. En 1993, il enregistre son premier album For Me pour Splasc(h); ses coéquipiers inclus le trompettiste Flavio Boltro et le bassiste Dado Moroni. L'album Ciao Baby (sur Monad) a suivi en 1995.
En 2001, il est membre du quartet d'Archie Shepp (avec Wayne Dockery et Bobby Durham) ; de 2001 à 2005, Faraò a été directeur artistique du département jazz du label Azzurra Music.
En 2003, il se produit au Jazz Piano Festival de Lucerne.
En 2006, il enregistre un album de compositions d'Ennio Morricone. En 2007, il part en tournée en Europe et aux États-Unis en trio avec Joey DeFrancesco.